# 蒂博·沙佩勒
蒂博·沙佩勒（法語：Thibaud Chapelle，1977年5月9日—），法国男子赛艇运动员。他曾代表法国参加2000年夏季奥林匹克运动会赛艇比赛，获得男子轻量级双人双桨铜牌。